# Фрикинген
Фрикинген (нем. Frickingen) — община в Германии, в земле Баден-Вюртемберг. 
Подчиняется административному округу Тюбинген. Входит в состав района Боденское озеро.  Население составляет 2745 человек (на 31 декабря 2010 года). Занимает площадь 26,46 км².
Коммуна подразделяется на 2 сельских округа.